# Virós
Virós (Viros) är en ort i Grekland.   Den ligger i prefekturen Nomós Kerkýras och regionen Joniska öarna, i den västra delen av landet, 400 km nordväst om huvudstaden Aten. Virós ligger 83 meter över havet och antalet invånare är 1 201. Den ligger på ön Korfu.
Terrängen runt Virós är platt åt nordost, men åt sydväst är den kuperad. Havet är nära Virós åt sydost. Närmaste större samhälle är Korfu, 5,2 km nordost om Virós. 